# Emilia Eberle
Gertrude Emilia Eberle, cunoscută mai ales ca Emilia Eberle (n. 4 martie 1964, Arad, România), este o antrenoare și o fostă gimnastă română de clasă mondială, retrasă actualmente din activitatea competițională, dublu medaliată cu argint olimpic la Olimpiada de la Moscova 1980 și câștigătoare a multiple medalii la campionatele europene și mondiale de gimnastică artistică.
Actualmente, Trudi, cum i se spune în cercul de prieteni și în familie, este antrenoare de gimnastică la clubul de gimnastică Pozsar's Gymnastics Academy (aparținând lui Geza Pozsar, fostul coregraf de la echipa națională de gimnastică artistică feminină a României), cu sediul în Sacramento, statul american California.
În 1982 ea a fost decoarată cu ordinul Meritul Sportiv clasa I. În 2000 a primit Crucea Națională „Serviciul Credincios” clasa a III-a. În 2014 sală de gimnastică de la stadionul Gloria din Arad a fost numită în cinstea ei.

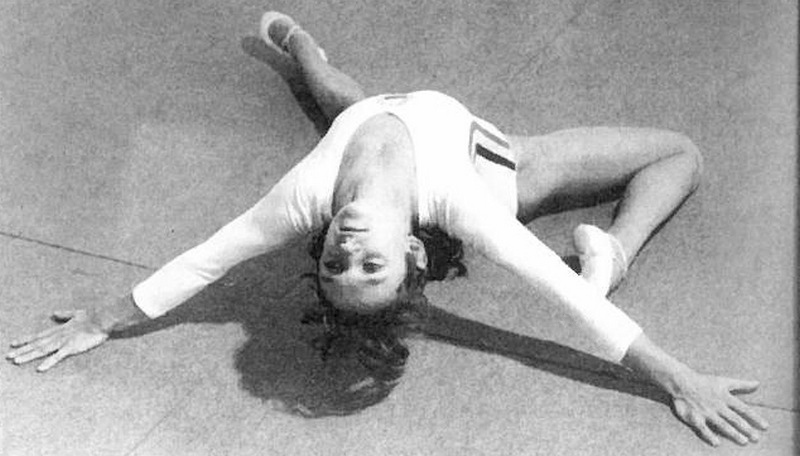
La CM din 1978
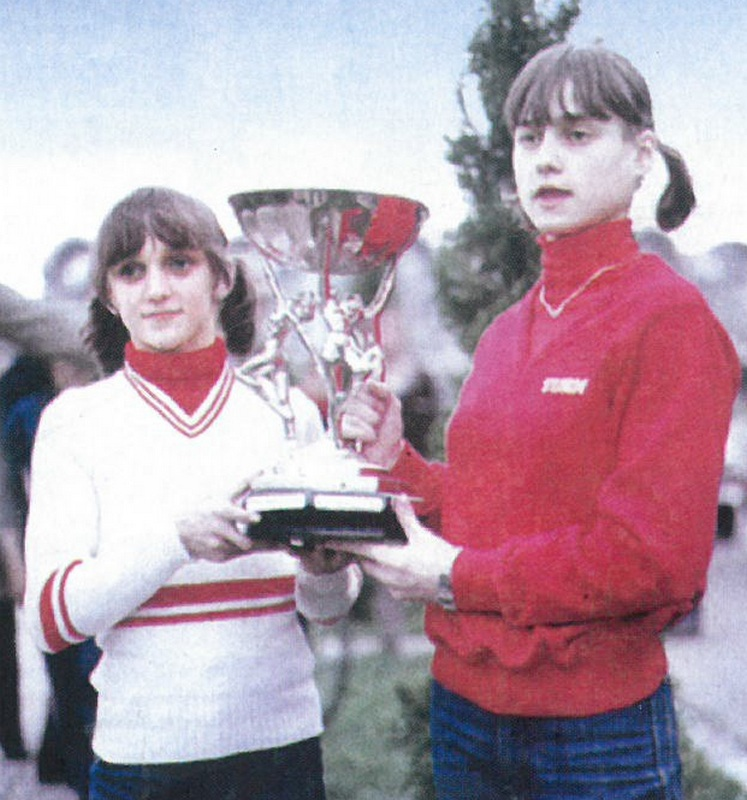
Cu Nadia Comăneci la CE din 1979

## Distincții
- Ordinul „Meritul Sportiv” clasa I (15 aprilie 1981) „pentru rezultatele deosebite obținute la Jocurile olimpice de vară de la Moscova — 1980, precum și pentru contribuția adusă la dezvoltarea activității sportive și la creșterea prestigiului sportului românesc pe plan internațional”[7]